# Finlands skidförbund
Finlands Skidförbund (finska: Suomen Hiihtoliitto (SHL)) är ett paraplyidrottsförbund för alla skidgrenar i Finland. Finlands Skidförbund, har säte både i Helsingfors och i Lahtis. Skidförbundet är medlem i FIS, och har fem grenar på programmet, längdskidåkning, backhoppning, nordisk kombination, alpin skidsport och freestyle. Av nämnda skidsportgrenar sorterar alpin skidsport och freestyle under idrottsförbundet Ski Sport Finland. Ski Sport Finland är en av Finlands Skidförbunds medlemsorganisationer. Finlands Skidförbund anordnar årligen finländska mästerskap i alla fem skidgrenar.
Förbundet är medlem av Finlands olympiska kommitté.

## Historik
Förbundet grundades 1908 som Liitto Suomen hiihtourheilun edistämiseksi. Förste ordförande var Lennart Munck. Det nuvarande namnet antogs 1931. I Finland har längdskidåkning, genom tiderna, varit en omtyckt idrott och de internationella framgångarna har också varit lysande. Här är ett litet axplock längdskidåkare som rönt ära och berömmelse, Veikko Hakulinen, Eero Mäntyranta, Juha Mieto, Siiri Rantanen och Marja-Liisa Hämäläinen. Motsatsen till ära och berömmelse rönte de finländska längdskidåkarna 2001, då de i stället rönte mycket negativ uppmärksamhet i en dopingskandal. Efter dopingskandalen har de internationella framgångarna i längdskidspåret varit mindre framgångsrika.

## Styrelseordförande
- 1908–1911 Lennart Munck
- 1911–1912 Artur Antman
- 1912–1913 Eino Saastamoinen
- 1914–1915 Frans Ilander
- 1915–1931 Toivo Aro
- 1931 Armas Palmros
- 1931–1937 Juho Hillo
- 1937–1941 Tauno Aarre
- 1941–1942 Kalle Vierto
- 1942 Armas Palamaa
- 1942–1954 Yrjö Kaloniemi
- 1954–1960 Akseli Kaskela
- 1960–1967 Ali Koskimaa
- 1967–1985 Hannu Koskivuori
- 1986–1989 Matti Autio
- 1990–1995 Eino Petäjäniemi
- 1996–2000 Esko Aho
- 2000–2002 Paavo M. Petäjä
- 2003–2004 Seppo Rehunen
- 2005–2009 Jaakko Holkeri
- 2009– 2013 Matti Sundberg
- 2013– Jukka-Pekka Vuori